# Ferdinand Poise
Jean-Alexandre-Ferdinand Poise, född den 3 juni 1828 i Nîmes, död den 13 maj 1892 i Paris, var en fransk tonsättare.
Poise bedrev klassiska studier vid Collège Louis-le-Grand i Paris och tog där sin licentiatgrad. Tonkonsten studerade han i 
vid konservatoriet, där Adam blev hans lärare i komposition och erhöll 1852 stora priset där. Hans första operett Bonsoir voisin har, under titeln God natt granne!, givits i Stockholm. Bland hans övriga operor kan nämnas Don Pedro och Le Jardinier galant.